# Zetaquira
Zetaquira, a volte indicato come Zetaquirá, è un comune della Colombia facente parte del dipartimento di Boyacá.
Il centro abitato venne fondato da Pedro de Lopez nel 1765, mentre l'istituzione del comune è del 1904.